# Richard Temple-Nugent-Brydges-Chandos-Grenville
Richard Plantagenet Campbell Temple-Nugent-Brydges-Chandos-Grenville, 3r duc de Buckingham i Chandos GCSI, PC (10 de setembre de 1823–26 de març de 1889), anomenat Earl Temple fins al 1839 i marquès de Chandos de 1839 a 1861, fou un soldat, polític i administrador britànic que visqué al segle xix. Era amic íntim i subordinat de Benjamen Disraeli (1r comte de Beaconsfield) i va servir com a secretari d'Estat per les Colònies de 1867 a 1868 i fou governador de Madras de 1875 a 1880.
Era fill únic de Richard Temple-Grenville, 2n duc de Buckingham i Chandos, i fou educat a l'Eton College i al Christ Church d'Oxford. Va entrar a l'exèrcit britànic i va ascendir fins al rang de coronel. Va entrar en la política l'any 1846 quan fou elegit com a candidat pel Partit Conservador a les eleccions de la regió de Buckinghamshire; va ser membre del parlament de 1846 a 1857, any en què abandonà el càrrec. El març de 1867 va ser nomenat secretari d'Estat per les Colònies, càrrec que va mantenir fins al desembre de 1868. Mentre fou governador de Madras va dur a terme les mesures per ajudar les víctimes de la Gran fam de 1876–1878. Va morir el 26 de març de 1889 a l'edat de 65 anys.